# Talal de Jordania
Talal I bin Abdullah (en árabe, طلال بن عبد الله Ṭalāl ibn ‘Abd Allāh; La Meca; 26 de febrero de 1909-Estambul; 7 de julio de 1972), fue rey de Jordania desde el 20 de julio de 1951 hasta verse forzado a abdicar por razones de salud el 11 de agosto de 1952 (los británicos afirmaron que sufría esquizofrenia). Es el primer y único soberano jordano en abdicar en toda la historia del país. Era el padre del rey Huséin I, y descendiente directo del político y religioso Mahoma, fundador del Islam.

## Vida
Recibió formación castrense en la Real Academia Militar de Sandhurst del Reino Unido graduándose en 1939. Talal accedió al trono de Jordania después del asesinato de su padre, el rey Abdullah I en Jerusalén durante la oración del viernes. Su hijo Huséin, que acompañaba a su abuelo también estuvo a punto de morir asesinado. 
Durante su breve reinado, Talal promovió la redacción de una Constitución liberal para el Reino de Jordania que permitiese la formación de un gobierno de carácter representativo con ministros responsables de forma individual ante el Parlamento. La Constitución fue ratificada el 1 de enero de 1952. También destacó durante el reinado de Talal la mejora que experimentaron las relaciones entre el Reino de Jordania y los vecinos Estados árabes de Egipto y Arabia Saudita, previamente tensas.
La última parte de su vida la vivió en un sanatorio de Estambul, Turquía, donde falleció el 7 de julio de 1972.

## Familia
El 27 de noviembre de 1934 Talal contrajo matrimonio con su prima hermana Zein bint Jamil Ali, jerifa de La Meca, con la que tuvo cuatro hijos y dos hijas:
- S.M. el rey Huséin I: 14 de noviembre de 1935–7 de febrero de 1999.
- S.A.R. la princesa Asma, fallecida poco después de su nacimiento en 1937.
- S.A.R. el príncipe Muhámmad: 2 de octubre de 1940–29 de abril de 2021.
- S.A.R. el príncipe El-Hassan: 20 de marzo de 1947.
- S.A.R. el príncipe Muhsin, nacido muerto.
- S.A.R. la princesa Basma: 11 de mayo de 1951.

## Títulos y tratamientos
Esta tabla aún no está actualizada. Puedes contribuir aportando información sobre títulos y tratamientos de esta persona.

## Distinciones honoríficas

### Distinciones honoríficas jordanas
- Soberano Gran Maestre de la Suprema Orden del Renacimiento (20/07/1951).
- Soberano Gran Maestre de la Orden de la Independencia (20/07/1951).
- Soberano Gran Maestre de la Orden de Hussein ibn Ali (20/07/1951).
- Soberano Gran Maestre (y fundador) de la Orden de la Estrella de Jordania (22/06/1946).

### Distinciones honoríficas iraquíes
- Caballero Gran Collar de la Orden de los Hachemitas (1951).
- Caballero de Primera Clase de la Orden de los Dos Ríos (1951).

### Distinciones honoríficas españolas
- Caballero Gran Cruz de la Orden del Mérito Militar (con Distintivo Blanco) (01/04/1952).[3]